# Daisen
Daisen (大仙市 -shi) é uma cidade japonesa localizada na província de Akita.
Em 2005 a cidade tinha uma população estimada em 98 326 habitantes e uma densidade populacional de 113,45 h/km². Tem uma área total de 866,68 km².
Recebeu o estatuto de cidade a 22 de Março de 2005.